# Burgrest Ehrenstein
Burgrest Ehrenstein bezeichnet die Ruine einer Felsenburg auf dem 536 m ü. NN hohen „Löwenfelsen“ bei dem Ortsteil Ehrenstein der Gemeinde Blaustein im Alb-Donau-Kreis in Baden-Württemberg.

## Geschichte
Die Burg wurde im 12. Jahrhundert erbaut, in der Zeit um 1137/38 wird Eberhard von Erichstain in den Zwiefalter Chroniken erwähnt. Die Burg war wahrscheinlich Reichslehen der Grafen von Dillingen, zwischen 1209 und 1216 ist ein Heinrich von Ehrenstein Lehensträger der Dillinger Grafen.
Um das Jahr 1220 wurde die Burg dann mit Buckelquadermauerwerk erweitert oder umgebaut. 
Im Jahr 1259 verkauften die Dillinger Grafen die Burg an die Grafen von Helfenstein, diese wiederum veräußerten sie dann später an das Haus Württemberg. Von den Württembergern erwarb
das Kloster Söflingen die Burg Ehrenstein.
Zerstört wurde die Burganlage zwischen 1280 und 1290, nur die 1275 erstmals erwähnte Burgkapelle, die etwas außerhalb der Anlage stand, blieb weiter bestehen.
In den folgenden Jahrhunderten verfiel die Kapelle allerdings, denn 1718 heißt es: „Wie baufällig, wie miserabel und mit was großen besorgenden Gefahren die Kirche zu Ehrenstein sich befindet.“
Kurz darauf, im Jahr 1724 wurde sie dann auch abgebrochen.
Von der ehemaligen Burganlage sind nur noch Mauerreste erhalten.